# Тилеманс, Оливир
Оливир Тилеманс (нидерл. Olivier Tielemans; родился 1 июня 1984 года в Верте, Нидерланды) — нидерландский автогонщик.

## Спортивная карьера
Оливир впервые сел за руль карта в 7 лет. Следующее десятилетие он проводит в разнообразных соревнованиях на подобной технике постепенно оттачивая своё мастерство, но так и не добившись особых результатов на международном уровне. В 2002 году он находит финансирование на переход в «формулический» автоспорт: за следующие два сезона он не один десяток раз стартует в разнообразных первенствах на машинах начального класса Формулы-Рено, выигрывает несколько гонок.
В 2004 году, пропустив соревнования на машинах класса Ф3, он сразу переходит в Международную Ф3000. Приход в серию случился посреди сезона и, во многом, из-за имевшейся за нидерландцем финансовой поддержки. Его команда — Team Astromega — некогда была одним из сильнейших коллективов чемпионата, в тот момент была одним из аутсайдеров чемпионата, давно не привлекая под свои знамёна сколько-нибудь сильных пилотов. Тилеманс стал одним из длинного списка гонщиков не добившихся в её составе ничего — в квалификациях он стабильно показывал времена в конце второго десятка, а в гонках лишь раз смог финишировать одиннадцатым.
В 2005 году Оливир провёл свой последний сезон в «формулическом» автоспорте, участвуя в свежеобразованном первенстве 3000 Pro Series. Отсутствие даже подиумов в борьбе с ещё менее опытными, чем он сам, пилотами приводит к окончанию этого этапа его карьеры.
Стремясь остаться в автоспорте Тилеманс в следующие несколько лет пытается стартовать в различных кузовных первенствах, но везде его преследуют неудачи. Дольше всего в этот период продолжается его участие в WTCC, где он пару сезонов борется на грани очковой зоны абсолютного зачёта. Покинув туринговый чемпионат мира Тилеманс фактически завершил свою регулярную гоночную карьеру.

## Статистика результатов в моторных видах спорта

### Сводная таблица
| 2002 | Итальянская Формула-Рено Campus               | Tomcat Racing              | 12  | 3   | н/д | 4   | 81  | 4-й  |
| 2002 | Итальянская Формула-Рено 2.0                  | Facondini Racing           | 1   | 0   | 0   | 0   | 0   | НК   |
| 2002 | Еврокубок Формулы-Рено 2.0                    | Tomcat Racing              | 1   | 0   | 0   | 0   | 0   | НК   |
| 2002 | Формула-Рено Monza                            | Tomcat Racing              | н/д | н/д | н/д | н/д | 26  | 16-й |
| 2003 | Формулы-Рено 2.0 Бенилюкс                     | MP Motorsport              | н/д | н/д | н/д | н/д | н/д | 5-й  |
| 2003 | Habo DaCosta Formule Renault                  | н/д                        | н/д | н/д | н/д | н/д | 119 | 5-й  |
| 2004 | Международная Формула-3000                    | Team Astromega             | 5   | 0   | 0   | 0   | 0   | НК   |
| 2005 | 3000 Pro Series                               | Scuderia Fama              | 7   | 0   | 0   | 0   | 16  | 8-й  |
| 2006 | DTM                                           | Futurecom TME              | 3   | 0   | 0   | 0   | 0   | НК   |
| 2006 | Еврокубок Mégane Trophy                       | Racing for Belgium         | 2   | 0   | 0   | 0   | 3   | 27-й |
| 2007 | WTCC                                          | N.Technology               | 19  | 0   | 0   | 0   | 0   | НК   |
| 2008 | WTCC                                          | Wiechers-Sport             | 11  | 0   | 0   | 0   | 1   | 20-й |
| 2010 | Немецкий кубок Porsche Carrera                | MRS Team PZ Aschaffenburg  | 1   | 0   | 0   | 0   | 0   | НК   |
| 2011 | Blancpain Endurance Series (кубок GT3 Pro)    | Rhino’s Leipert Motorsport | 1   | 0   | 0   | 0   | 0   | НК   |
| 2011 | Blancpain Endurance Series (кубок GT3 Pro-Am) | Rhino’s Leipert Motorsport | 1   | 0   | 0   | 0   | 0   | НК   |